# فوقار قاسيموف
فوقار قاسيموف (آذربيجاني: Vuqar H؟ simov)،ولد في 24 جويلية 1986 في باكو ، واحد من لاعبي الشطرنج البارزين من آذربيجان.

## روابط خارجية
- فوقار قاسيموف على موقع مباريات الشطرنج (الإنجليزية)
- فوقار قاسيموف على موقع 365Chess.com (الإنجليزية)
- فوقار قاسيموف على موقع Chesstempo.com (الإنجليزية)
- فوقار قاسيموف سجل أولمبياد الشطرنج على موقع OlimpBase.org (الإنجليزية)